# جون ليس مجنونا
جون ليس مجنونا John's Not Mad هي فيلم وثائقي من إنتاج هيئة الإذاعة البريطانية بي بي سي عام 1989. وقد تم تصنيفه – في استطلاع رأي بريطاني – بأنه أحد أعظم خمسين فيلما وثائقيا.

## الموضوع
ينتاول الفيلم قصة جون دافيدسون، البالغ من العمر خمسة عشر عاما في غالاشيلز في سكوتلاندا، والذي يعاني من متلازمة توريت حادة. ويسرد الفيلم حياة جون وعائلته والمجتمع المحيط به، وكيفية معاملتهم مع تلك الحالة التي يساء فهمها. ويقدم أوليفر ساكس أخصائي الأعصاب ملاحظات حول سلوك جون.
يروي الفيلم الممثلة إليانور براون.

## روابط خارجية
- جون ليس مجنونا على موقع IMDb (الإنجليزية)
- جون ليس مجنونا على موقع قاعدة بيانات الفيلم (الإنجليزية)
- جون ليس مجنونا على موقع ليتربوكسد (الإنجليزية)
- جون ليس مجنونا على موقع قاعدة بيانات الفيلم (الإنجليزية)